# Ricaldòn
Ricaldone, (Ricaldòn en piemontès) és un municipi situat al territori de la província d'Alessandria, a la regió del Piemont (Itàlia).
Limita amb els municipis d'Acqui Terme, Alice Bel Colle, Cassine, Maranzana, Mombaruzzo, Quaranti i Strevi. La frazione de Vedi pertany al municipi.